# 多界経
『多界経』（たかいきょう、巴: Bahudhātuka-sutta, バフダートゥカ・スッタ）とは、パーリ仏典経蔵中部に収録されている第115経。
類似の伝統漢訳経典としては、『中阿含経』（大正蔵26）の第181経「多界経」や、『四品法門経』（大正蔵776）がある。
釈迦が、比丘たちに賢者としての様々な要件を説いていく。

## 構成

### 登場人物
- 釈迦
- アーナンダ

### 場面設定
ある時、釈迦はサーヴァッティー（舎衛城）のアナータピンディカ園（祇園精舎）に滞在していた。
釈迦は比丘たちに、愚者にならず賢者になることを諭す。
アーナンダが釈迦に、賢者とはいかなる者か問うと、釈迦は各種の理に通じている者だと答え、十八界、六元素、三界、二為、六処、十二因縁、二十法などを挙げていく。
比丘たちは歓喜する。

## 日本語訳
- 『南伝大蔵経・経蔵・中部経典4』（第11巻下） 大蔵出版
- 『パーリ仏典 中部（マッジマニカーヤ）後分五十経篇I』 片山一良訳 大蔵出版
- 『原始仏典 中部経典4』（第7巻） 中村元監修 春秋社